# Viladasens
Viladasens ist eine katalanische Gemeinde in der Provinz Girona im Nordosten Spaniens. Sie liegt in der Comarca Gironès und hat 212 Einwohner (Stand: 2024).